# Rikitiki & Merendeque
Rikitiki y Merendeque es un dúo costarricense de hip hop y reguetón que se caracteriza por un repertorio de canciones y videos irreverentes, de temática sexual y grotesca, con múltiples referencias a las drogas y al lenguaje coloquial de Costa Rica.
Rikitiki podría ser vista como una copia bizarra de la panameña Yasuri Yamileth, pero de acuerdo a su perfil en MySpace los orígenes del dúo se remontan al 2004 --2 años antes del fenómeno Yasuri-- en "los bajos submundos" de la capital costarricense. A diferencia del video de Yasuri Yamileth, la Rikitiki y el Merendeque de las fotos y videoclips -sean o no sean actores- sí interpretaron y grabaron las canciones con sus verdaderas voces.

## Origen
Según cuenta la leyenda en la blogsfera, las primeras señales de vida de Rikitiki y Merendeque surgieron en el año 2004, cuando presuntamente se grabaron las primeras dos canciones, "Viene Rikitiki" y "Chucheca". Supuestamente el fenómeno comenzó en el bar underground de música Electro y New Wave Area City, en San José, donde se habían convertido en éxitos de culto. Se distribuyeron copias gratuitas de las canciones, que se fueron multiplicando clandestinamente en Costa Rica e incluso llegaron a España y Argentina.

## Inicios
Es un hecho que a finales del 2004 una versión instrumental de "Viene Rikitiki (De Pérez Zeledón)" fue misteriosamente utilizada para un anuncio del programa televisivo "El Chinamo", constatado en un video del canal de You Tube de Rikitiki & Merendeque. En el anuncio, varias figuras de la cadena Teletica bailaban al ritmo de la canción, que fue utilizada como tema central de la campaña publicitaria para esa temporada.
En el mes de agosto del 2006 surge públicamente la canción "Sexo Sudoroso" mediante una página en My Space bajo el nombre de DJ Horny presenta... Rikitiki con Merendeque. Para ese entonces las canciones (tanto Sexo Sudoroso como Viene Rikitiki y Chucheca) estaban disponibles como descargas gratuitas y el perfil tenía como foto principal a un cerdo en un potrero; luego reemplazada por un fotomontaje de Saddam Hussein y George Bush acariciándose. 
La galería del perfil incluía diversas expresiones de materia fecal e, inexplicablemente, fotos de figuras del quehacer público en Costa Rica como Minor Calvo, Román Arrieta, Camilo Rodríguez y el expresidente de la República, Óscar Arias.

## Presente
En julio del 2008 surgieron las primeras fotos reales del dúo a través de su página en My Space y se dieron a conocer por medio de esta y de You Tube los videoclips para sus 3 canciones: "Viene Rikitiki", "Chucheca" y "Sexo sudoroso".
De igual forma, surge una serie de 4 cápsulas llamada "Las Confesiones De La Rikitiki" y entrevistas con cada integrante (El Concuninato Escandaloso Presenta a La Rikitiki y Los Merequendeques de Merendeque), prolongando el debate de la autenticidad de sus personalidades, que pareciera ser legítimas.

## Música
Rikitiki y Merendeque se autoproclaman creadores del "Regazón" de Costa Rica, que aseguran es un "nuevo" género "100% Original" con elementos de Psychedelic Trance, Hip Hop y Reguetón. Han citado a 2 Live Crew, Salt N Pepa, Lisa M, Shaggy, El General, Right Said Fred, Technotronic, Tapón Archivado el 26 de septiembre de 2008 en Wayback Machine. y Lorna como algunas de sus mayores influencias.
Se asegura que la composición de los temas corrió a cargo de Rikitiki y Merendeque. Los créditos de la realización musical son asignados al pseudónimo DJ Horny, mientras que la producción audiovisual es atribuida a Vinnie Bambú y Mercedes Norte.
El 2 de septiembre de 2008 las tres canciones salieron a la venta como descargas digitales en Amazon, iTunes, Napster y Rhapsody como un EP llamado "Viene Rikitiki" bajo el sello independiente concubinatoescandaloso.